# Anastasiya Hotfrid
Anastasiya Hotfrid (en ucraniano: Анастасия  Готфрід; Snizhné, Ucrania, 25 de abril de 1996) es una deportista georgiana de origen ucraniano que compite en halterofilia. Está casada con el halterófilo Denys Hotfrid.
Ganó una medalla de oro en el Campeonato Mundial de Halterofilia de 2017 y cinco medallas en el Campeonato Europeo de Halterofilia entre los años 2016 y 2024.

## Palmarés internacional
| Campeonato Mundial | Campeonato Mundial       | Campeonato Mundial | Campeonato Mundial |
| Año                | Lugar                    | Medalla            | Categoría          |
| ------------------ | ------------------------ | ------------------ | ------------------ |
| 2017               | Anaheim (Estados Unidos) | Medalla de oro     | 90 kg              |
| Campeonato Europeo |                          |                    |                    |
| Año                | Lugar                    | Medalla            | Categoría          |
| 2016               | Førde (Noruega)          | Medalla de oro     | +75 kg             |
| 2018               | Bucarest (Rumania)       | Medalla de oro     | 90 kg              |
| 2022               | Tirana (Albania)         | Medalla de bronce  | 87 kg              |
| 2023               | Ereván (Armenia)         | Medalla de plata   | +87 kg             |
| 2024               | Sofía (Bulgaria)         | Medalla de plata   | +87 kg             |